# Saison 2018 de l'équipe cycliste CCC Sprandi Polkowice
La saison 2018 de l'équipe cycliste CCC Sprandi Polkowice est la dix-neuvième de cette équipe.

## Préparation de la saison 2018

### Sponsors et financement de l'équipe
L'équipe est nommée CCC Sprandi Polkowice depuis 2015 et porte le nom de ses principaux sponsors. CCC, entreprise fabriquant des chaussures de sport, est sponsor-titre de l'équipe depuis sa création en 2000. La commune de Polkowice est sponsor depuis 2007. Sprandi est une marque de chaussures appartenant à CCC,.

### Arrivées et départs
| Arrivées       | Équipe 2017   |
| -------------- | ------------- |
| Amaro Antunes  | W52-FC Porto  |
| Paweł Bernas   | Domin Sport   |
| Paweł Cieślik  | Elkov-Author  |
| Paweł Franczak | Hurom         |
| Kamil Gradek   | ONE           |
| Marko Kump     | UAE Emirates  |
| Szymon Sajnok  | Attaque Gusto |

| Départs             | Équipe 2018                     |
| ------------------- | ------------------------------- |
| Marcin Białobłocki  |                                 |
| Felix Großschartner | Bora-hansgrohe                  |
| Jan Hirt            | Astana                          |
| Jakub Kaczmarek     | Hurom                           |
| Nikolay Mihaylov    | Delko-Marseille Provence-KTM    |
| Marcin Mrożek       |                                 |
| Maciej Paterski     | Wibatech 7R Fuji                |
| Simone Ponzi        | Nippo-Vini Fantini-Europa Ovini |
| Branislau Samoilau  | Minsk CC                        |

## Coureurs et encadrement technique

### Effectif

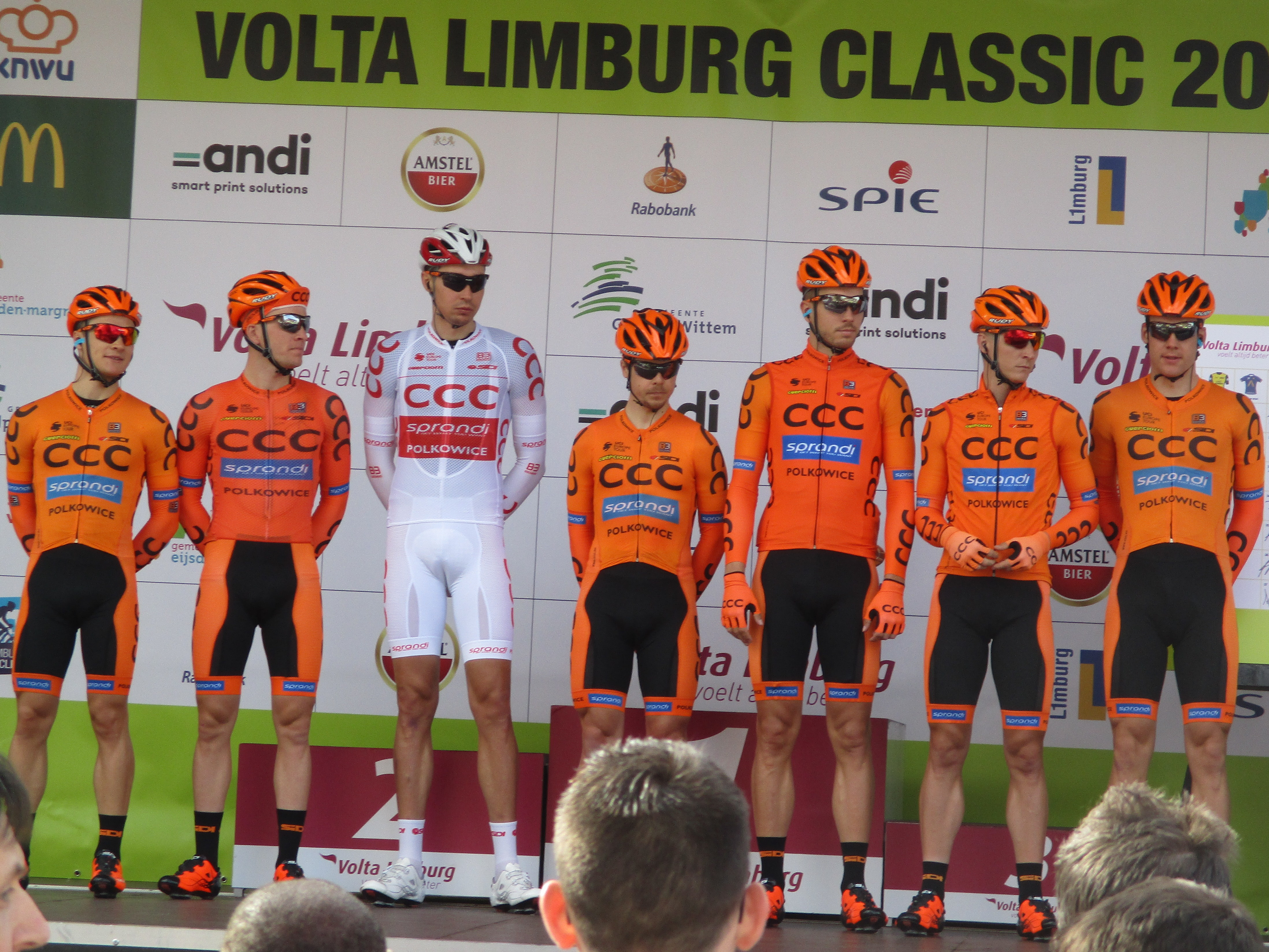
Coureurs de l'équipe lors de la Volta Limburg Classic.

| Cycliste         | Date de naissance | Nationalité | Équipe 2017           |  |
| ---------------- | ----------------- | ----------- | --------------------- |  |
| Amaro Antunes    | 27 novembre 1990  | Portugal    | W52-FC Porto          |  |
| Alan Banaszek    | 30 octobre 1997   | Pologne     | CCC Sprandi Polkowice |  |
| Paweł Bernas     | 24 mai 1990       | Pologne     | Domin Sport           |  |
| Piotr Brożyna    | 17 février 1995   | Pologne     | CCC Sprandi Polkowice |  |
| Paweł Cieślik    | 12 avril 1986     | Pologne     | Elkov-Author          |  |
| Paweł Franczak   | 7 octobre 1991    | Pologne     | Hurom                 |  |
| Kamil Gradek     | 17 septembre 1990 | Pologne     | ONE                   |  |
| Jonas Koch       | 25 juin 1993      | Allemagne   | CCC Sprandi Polkowice |  |
| Marko Kump       | 9 septembre 1988  | Slovénie    | UAE Emirates          |  |
| Adrian Kurek     | 29 mars 1988      | Pologne     | CCC Sprandi Polkowice |  |
| Kamil Małecki    | 2 janvier 1996    | Pologne     | CCC Sprandi Polkowice |  |
| Łukasz Owsian    | 24 février 1990   | Pologne     | CCC Sprandi Polkowice |  |
| Michał Paluta    | 14 octobre 1995   | Pologne     | CCC Sprandi Polkowice |  |
| Leszek Pluciński | 3 juin 1990       | Pologne     | CCC Sprandi Polkowice |  |
| Szymon Sajnok    | 24 août 1997      | Pologne     | Attaque Gusto         |  |
| Michal Schlegel  | 31 mai 1995       | Tchéquie    | CCC Sprandi Polkowice |  |
| František Sisr   | 17 mars 1993      | Tchéquie    | CCC Sprandi Polkowice |  |
| Patryk Stosz     | 15 juillet 1994   | Pologne     | CCC Sprandi Polkowice |  |
| Mateusz Taciak   | 16 juin 1984      | Pologne     | CCC Sprandi Polkowice |  |
| Jan Tratnik      | 23 février 1990   | Slovénie    | CCC Sprandi Polkowice |  |

## Bilan de la saison

### Victoires
| Date       | Course                                                 | Pays     | Classe | Vainqueur             |
| ---------- | ------------------------------------------------------ | -------- | ------ | --------------------- |
| 11/03/2018 | Tour de Drenthe                                        | Pays-Bas | 1.HC   | František Sisr        |
| 25/03/2018 | 4e étape de la Semaine internationale Coppi et Bartali | Italie   | 2.1    | Jan Tratnik           |
| 31/03/2018 | Volta Limburg Classic                                  | Pays-Bas | 1.1    | Jan Tratnik           |
| 11/05/2018 | 1re étape du CCC Tour-Grody Piastowskie                | Pologne  | 2.2    | Jan Tratnik           |
| 12/05/2018 | 3e étape du CCC Tour-Grody Piastowskie                 | Pologne  | 2.2    | Lukasz Owsian         |
| 12/05/2018 | Visegrad 4 Bicycle Race - GP Hungary                   | Hongrie  | 1.2    | František Sisr        |
| 13/05/2018 | CCC Tour-Grody Piastowskie                             | Pologne  | 2.2    | Lukasz Owsian         |
| 19/05/2018 | 4e étape du Baltyk-Karkonosze Tour                     | Pologne  | 2.2    | Mateusz Taciak        |
| 20/05/2018 | 5e étape du Baltyk-Karkonosze Tour                     | Pologne  | 2.2    | Mateusz Taciak        |
| 3/06/2018  | Szlakiem Walk Majora Hubala                            | Pologne  | 2.1    | Mateusz Taciak        |
| 08/06/2018 | Championnat de Slovénie du contre-la-montre            | Slovénie | CN     | Jan Tratnik           |
| 10/06/2018 | 3e étape du Tour of Malopolska                         | Pologne  | 2.2    | Amaro Antunes         |
| 10/06/2018 | Classement général du Tour of Malopolska               | Pologne  | 2.2    | Amaro Antunes         |
| 16/06/2018 | Memorial im. J. Grundmanna J. Wizowskiego              | Pologne  | 1.2    | Lukasz Owsian         |
| 17/06/2018 | Grand Prix Doliny Baryczy Milicz                       | Pologne  | 1.2    | Kamil Małecki         |
| 8/07/2018  | 3e étape du Sibiu Cycling Tour                         | Roumanie | 2.1    | CCC Sprandi Polkowice |
| 25/07/2018 | Prologue de la Dookoła Mazowsza                        | Pologne  | 2.2    | Szymon Sajnok         |
| 26/07/2018 | 1re étape de la Dookoła Mazowsza                       | Pologne  | 2.2    | Szymon Sajnok         |
| 27/07/2018 | 2e étape de la Dookoła Mazowsza                        | Pologne  | 2.2    | Szymon Sajnok         |
| 28/07/2018 | Classement général de la Dookoła Mazowsza              | Pologne  | 2.2    | Szymon Sajnok         |

### Résultats sur les courses majeures
Les tableaux suivants représentent les résultats de l'équipe dans les principales courses du calendrier international dans lesquelles l'équipe bénéficie d'une invitation (les cinq classiques majeures et les trois grands tours). Pour chaque épreuve est indiqué le meilleur coureur de l'équipe, son classement ainsi que les accessits glanés par CCC Sprandi Polkowice sur les courses de trois semaines.

#### Classiques
| Classique            | Milan-San Remo | Tour des Flandres | Paris-Roubaix | Liège-Bastogne-Liège | Tour de Lombardie |
| -------------------- | -------------- | ----------------- | ------------- | -------------------- | ----------------- |
| Coureur (classement) |                |                   |               |                      |                   |

#### Grands tours
| Grand tour           | Tour d'Italie | Tour de France | Tour d'Espagne |
| -------------------- | ------------- | -------------- | -------------- |
| Coureur (classement) |               |                |                |
| Accessits            | -             | -              | -              |